# پداپورام
پداپورام (به انگلیسی: Peddapuram) یک منطقهٔ مسکونی در هند است که در Peddapuram mandal واقع شده‌است. پداپورام ۴۱٫۱۳ کیلومتر مربع مساحت و ۴۹٬۴۷۷ نفر جمعیت دارد.